# Беленогов, Юрий Сергеевич
Юрий Сергеевич Беленогов (1923—1943) — младший лейтенант Рабоче-крестьянской Красной Армии, участник Великой Отечественной войны, Герой Советского Союза (1944).Родился в Селище

## Биография

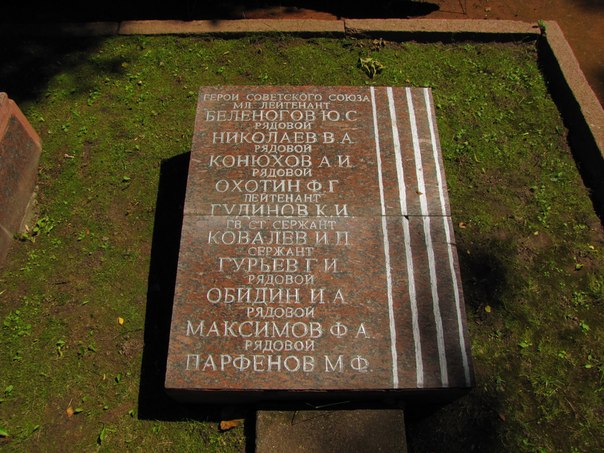
Могила Беленогова в Ельне.

Юрий Беленогов родился 10 июня 1923 года в селе Селище (ныне в черте Костромы) в рабочей семье.
После окончания неполной средней школы и школы фабрично-заводского ученичества работал вместе с отцом на заводе «Рабочий металлист». В начале Великой Отечественной войны работал под Ярославлем. В 1942 году был призван на службу в Рабоче-крестьянскую Красную Армию и направлен на учёбу в Пушкинское танковое училище, эвакуированное в Рыбинск.
С июня 1943 года — на фронтах Великой Отечественной войны, был командиром танка 119-го танкового полка 10-й гвардейской армии Западного фронта. Отличился во время боёв в Калужской и Смоленской области.
8 августа 1943 года в бою за деревню Веселуха Спас-Деменского района Калужской области танк Беленогова уничтожил 3 дзота, 2 миномёта, 4 пулемёта, противотанковое орудие и около взвода вражеской пехоты. 16 августа 1943 года во время боя за деревню Вава у танка сломалась кулиса. Несмотря на массированный немецкий огонь, Беленогов лично отремонтировал свой танк, после чего, взяв на буксир подбитый соседний танк, эвакуировал его в тыл. Во время боёв под Ельней танк Беленогова уничтожил миномёт, 2 пулемёта, 4 автомашины. 30 августа 1943 года танк Беленогова первым в своём подразделении ворвался в Ельню.
2 сентября 1943 года в ходе боя у деревни Большая Нежода Ельнинского района Смоленской области танк Беленогова был подбит. Покинув его, экипаж принял бой, уничтожив 27 вражеских солдат и офицеров (16 из них уничтожил Беленогов). Весь экипаж танка погиб в бою. Оставшись один, Беленогов подорвал себя и окруживших его немецких солдат гранатой. Похоронен на воинском кладбище в городе Ельня.
Указом Президиума Верховного Совета СССР от 3 июня 1944 года за «образцовое выполнение боевых заданий командования на фронте борьбы с немецко-фашистским захватчиками и проявленные при этом мужество и героизм» младший лейтенант Юрий Беленогов посмертно был удостоен высокого звания Героя Советского Союза.

## Память
- В честь Беленогова названа улица в Костроме[1].